# Andy Barat
Andy Barat (nacido el 29 de noviembre de 1997) es un piragüista comorense. Clasificó para representar a Comoras en los Juegos Olímpicos de París 2024.

## Biografía
Barat nació en 1997 y pasó sus primeros años en Mutsamudu, una ciudad de las Comoras, antes de trasladarse posteriormente a Francia. Su padre es de Anjouan mientras que su madre es francesa. Mientras era niño, practicó múltiples deportes, incluidos fútbol, judo y ciclismo BMX. Cuando tenía aproximadamente 13 años, su primo, miembro del club CKClisson en Loira Atlántico, le inició en el piragüismo. En Francia, Barat asistió a la escuela Raphaël-Elizé en Sablé-sur-Sarthe. Compitió en competiciones de piragüismo en Francia y ganó la medalla de plata en la Copa de Francia de Eslalon en 2022. También sirvió cuatro años en el ejército francés, siendo miembro del 3.er Regimiento de Infantería de Marina hasta 2023.
Después de haber servido en Francia, el país de su madre, Barat decidió que quería representar al país de su padre y «hacer brillar los colores de las Comoras». Comenzó a competir en eventos internacionales de piragüismo bajo la bandera de las Comoras en 2023. Participó en varios eventos ese año, incluso en Eslovenia, España, Francia, Gran Bretaña y Alemania. Entre los eventos de 2023 en los que participó se encuentran la Copa Mundial de Canotaje y el Campeonato del Mundo. Compitió nuevamente en la Copa del Mundo y en el Campeonato Mundial en 2024 y también ganó la medalla de plata en el campeonato africano de 2024.
Barat está considerado el mejor piragüista de las Comoras, un deporte que ha sido calificado como «nuevo ... si no inexistente» en el país. Se clasificó para los Juegos Olímpicos de París 2024 y es el primer piragüista olímpico del país.